# Alexandre Rey (homme politique)
Pour les articles homonymes, voir Alexandre Rey et Rey.
Alexandre Jean Baptiste Marie Rey est un homme politique français, né le 27 octobre 1812 à Marseille (Bouches-du-Rhône) et mort le 1er août 1904 à Orange (Vaucluse).

## Biographie
Journaliste, il collabore au Monde de Lammenais et à la Revue du Progrès de Louis Blanc. Il est député des Bouches-du-Rhône de 1848 à 1849, siégeant avec les républicains modérés. Il est journaliste au National jusqu'à sa suppression en 1851. En 1874, il est rédacteur en chef du Bien public. Préfet du Var en juin 1876, il est révoqué après le 16 mai 1877. Il retrouve ce poste de décembre 1877 à 1880.
Le préfet Rey est décoré de la Légion d'honneur en 1881.

## Sources
- « Alexandre Rey (homme politique) », dans Adolphe Robert et Gaston Cougny, Dictionnaire des parlementaires français, Edgar Bourloton, 1889-1891 [détail de l’édition]